# ヒットマンズ・ワイフズ・ボディガード
『ヒットマンズ・ワイフズ・ボディガード』（Hitman's Wife's Bodyguard）は、 2021年のアメリカ合衆国のアクションコメディ映画。監督はパトリック・ヒューズ、脚本はトム・オコナーとブランドン、フィリップ・マーフィー、出演はライアン・レイノルズ、サミュエル・L・ジャクソン、サルマ・ハエック、フランク・グリロ、リチャード・E・グラント、トム・ホッパー、アントニオ・バンデラス、モーガン・フリーマンなど。凄腕の殺し屋を護衛することになったボディガードの奮闘を描いた2017年の映画『ヒットマンズ・ボディガード』の続編。
2021年6月16日にライオンズゲート・フィルムズによって配給された。日本では、2022年4月8日に、ハピネットファントム・スタジオ/REGENTS提供の元で、REGENTS配給により公開された。

## プロット
前作から4年後。マイケル・ブライスは前作で活躍するも護衛対象のダリウス・キンケイドが犯罪者だからという理由でボディーガードの正規ライセンス（日本語版ではAAA（トリプルエー）ライセンスと呼ばれる）の回復が認められていなかった。焦燥する中、カウンセリングの勧めで仕事を忘れてイタリア・カプリ島で休養することを決めるが、そこにダリウスの妻ソニアが現れ、強引に地元ギャングに捕まった夫ダリウスの救出を協力させられる。
一方、極度の国粋主義者であるギリシャの海運王で億万長者のアリストテレス・パパドプロスは、祖国の経済破綻の原因をEUに求め、特殊なコンピュータウィルスを用いてヨーロッパの送電網を破壊するテロ計画を企てていた。そのデモンストレーションで起こされた大規模停電事件の捜査を行っていたインターポール（ICPO）捜査官ボビー・オニールは背後に大きなテロ計画があると考え、上司のクロウリーに直談判して独自捜査権を得る。そしてオニールは犯罪者を使って黒幕に迫る計画を立てる。
マイケルとソニアは敵アジトに突入し、敵のカルロらを皆殺しにして難なくダリウスを救出する。ところが、カルロこそがオニールが捜査に用いていた犯罪者であり、これを知った彼はマイケルらを拉致・拘束する。オニールはマイケルらに責任を取れと迫り、ソニアをカルロの情婦として相手との交渉役に任せ、マイケルをその護衛役、ダリウスをバックアップ要員に決め、ポルトフィーノのパーティーに潜入させる。偶然、出席者にマイケルを知っている者がおり、当初計画は破綻するものの、銃撃戦の末、目的であった謎のブリーフケースの回収には成功する。しかし、執拗な追手によってケースは奪われ、マイケルは伝説のボディガードである継父ブライス・シニアを頼る。
マイケルら3人はアリストテレスの屋敷に到達するが、ソニアは彼の元恋人であることが判明し、残る2人は拘束される。マイケルとダリウスは脱出するも、そこでブライス・シニアがアリストテレスの警備主任であることが判明し、彼は親子の縁でマイケルを見逃しつつも、お前はボディーガードとしては三流だと烙印を押す。
アリストテレスの計画実行が迫る中、オニールはマイケルらの情報を元に特殊な掘削ドリルの線から彼らの居場所を突き止めようとするも、囮に引っかかり、失敗する。一方、マイケルらはアリストテレスの計画が海底で進められていることに気づき、彼らのその基地となっていた大型クルーズ船に乗り込む。マイケルらの潜入はすぐにばれ、アリストテレスの部下らと激しい戦闘状態に陥るが、マイケルとダリウスは敵を返り討ちにしていく。そしてマイケルは、父・シニアとの一騎打ちを制して彼を殺し、ダリウスとソニアはアリストテレスを殺害する。マイケルは装置を止めようとして船を爆破し、3人はギリギリで爆破から逃げ延び、生還する。
世界を救ったものの、マイケルらはオニールの命令で48時間ヨットで海上に軟禁される。マイケルはオニールから署名が必要な書類を渡され、彼はライセンス回復のための書類と思って記入するが、その正体はマイケルがダリウスとソニア夫妻と養子縁組するための書類であった。ダリウスとソニアはそのままヨット内でセックスを始め、絶望したマイケルはそのままヨットから飛び降りる。

## 登場人物・キャスト
※括弧内は日本語吹替
マイケル・ブライス
演 - ライアン・レイノルズ（加瀬康之） / アイヴァー・バガリック（幼少時）
元トッププロのボディガード。前回の約束が反故にされて、未だにボディガードの正規ライセンスが回復せず、ショックから精神病院に通院している。
ダリウス・キンケイド
演 - サミュエル・L・ジャクソン（手塚秀彰）
凄腕の暗殺者。前回の脱獄後、妻ソニアと暮らしていたがトラブルでギャングに捕まる。
ソニア・キンケイド
演 - サルマ・ハエック（きそひろこ）
ダリウスの妻で詐欺師。
アリストテレス・パパドポラス
演 - アントニオ・バンデラス（藤井隼）
ギリシャの海運王。
マイケル・ブライス・シニア
演 - モーガン・フリーマン（古川伴睦）
マイケルの義父。アリストテレスの警備主任で、一流のボディガード。
ボビー・オニール
演 - フランク・グリロ（俊藤光利）
インターポールの捜査官。野心家。
Mr. Seifert
演 - リチャード・E・グラント
ブライスのかつての顧客。
マグヌソン
演 - トム・ホッパー
一流のボディガード。アリストテレスの部下。
ゼント
演 - クリストファー・カミヤス
日本人ヒットマン。アリストテレスの部下。
クロウリー警視
演 - キャロライン・グッドール
インターポールの上級捜査官。オニールの上司。
ヴェロニカ
演 - ガブリエラ・ライト
グンター
演 - ブレイク・リットソン
サイバーテロリスト。アリストテレスと取引をする。
カルロ
演 - ミルトス・イェロレムー
ボビーお抱えの情報屋。ダリウスに恨みがある。
ブライスのセラピスト
演 - レベッカ・フロント
その他に、ゲイリー・オールドマンが前作のヴラディスラフ・デュコビッチ役で非常に短いアーカイブ映像で、また監督のパトリック・ヒューズがクラブの用心棒として出演している。

## 製作
2018年5月には、ライアン・レイノルズとサミュエル・L・ジャクソン、サルマ・ハエックが2017年の映画『ヒットマンズ・ボディガード』の続編のために初期の交渉中であることが発表された。本作は同年後半には撮影を開始する計画であった。ライオンズゲート社がアメリカ合衆国での配給権を獲得するための交渉中であり、パトリック・ヒューズもまた監督として再登板の交渉中であった。2018年11月、ライオンズゲート社はミレニアム・フィルムズから米国の権利を取得し、マット・オトゥールとレス・ウェルドンはミレニアムとキャンベル・グロブマン・フィルムズを通じて映画を制作し、ヒューズはトム・オコナーの脚本から監督に戻った。レイノルズ、ジャクソン、およびハエックも正式に続編で主演するためにサインした。2019年3月、フランク・グリロ、モーガン・フリーマン、アントニオ・バンデラス、トム・ホッパーが映画のキャストに加わり、リチャード・E・グラントが当初からの役割を復活させた。
2019年3月2日、ヨーロッパで撮影が始まった。撮影はイタリア、クロアチア、スロベニア、ブルガリア、イギリスで行われた。 

## 公開時期
COVID-19の大流行により、2020年8月28日の当初の公開日から延期された。

## 作品の評価
Rotten Tomatoesによれば、191件の評論のうち高評価は26%にあたる50件で、平均点は10点満点中4.4点、批評家の一致した見解は「アンサンブルの魅力にもかかわらず、『ヒットマンズ・ワイフズ・ボディガード』は何度も繰り返されてきて飽き飽きしたジャンルのお決まりのパターンから観客を守ることに失敗している。」となっている。
Metacriticによれば、36件の評論のうち、高評価は2件、賛否混在は14件、低評価は20件で、平均点は100点満点中32点となっている。